# أندرياس كاوفمان
أندرياس كاوفمان (بالألمانية: Andreas Kaufmann) (و. 1957 – م) هو ممثل، من ألمانيا، ولد في سولينغن.

## وصلات خارجية
- أندرياس كاوفمان على موقع IMDb (الإنجليزية)
- أندرياس كاوفمان على موقع قاعدة بيانات الفيلم (الإنجليزية)
- أندرياس كاوفمان على موقع كينوبويسك (الروسية)